# 拉格朗日力学的逆问题
在数学中，拉格朗日力学的逆问题是这样一个问题：给定的常微分方程组是否是一个拉格朗日函数的欧拉-拉格朗日方程。
自 20 世纪初以来，已开展了大量的活动来研究这一问题。1941年美国数学家杰西·道格拉斯发表了一篇论文，他在文中给出了拉格朗日力学逆问题有解的充要条件，这是这一领域的一个显著进步。这些条件现在被冠名于赫尔曼·冯·亥姆霍兹，称为亥姆霍兹条件。

## 问题的背景和表述
{\displaystyle n} 维欧几里得空间 {\displaystyle \mathbb {R} ^{n}} 上的拉格朗日力学的通常表述如下。考虑一条可微路径 {\displaystyle u:[0,T]\to \mathbb {R} ^{n}} ，用于表示力学系统在坐标空间 {\displaystyle \mathbb {R} ^{n}} 中的轨迹。定义路径 {\displaystyle u} 的一个泛函 {\displaystyle S} 如下：
{\displaystyle S(u)=\int _{0}^{T}L(t,u(t),{\dot {u}}(t))\,\mathrm {d} t,}
称为作用量。其中 {\displaystyle L} 是时间、位置和速度的函数，称为拉格朗日函数。对于给定的 {\displaystyle \mathbb {R} ^{n}} 中的初态 {\displaystyle x_{0}} 和末态 {\displaystyle x_{1}} ，平稳作用量原理指出，在这两个点之间连成的曲线（或者说，满足边界条件 {\displaystyle u(0)=x_{0},u(T)=x_{1}} 的曲线 {\displaystyle u} ）中，只有使得作用量取泛函意义上的驻值的才是力学上可实际发生的运动轨迹。严格来说，这就是要求各方向的泛函导数为零，物理上通常记作
{\displaystyle \delta S=0.}通过变分法可以知道满足该条件的曲线 {\displaystyle u} 必须满足欧拉-拉格朗日方程：
{\displaystyle {\frac {\mathrm {d} }{\mathrm {d} t}}{\frac {\partial L}{\partial {\dot {u}}^{i}}}-{\frac {\partial L}{\partial u^{i}}}=0\quad {\text{for }}1\leq i\leq n,}
其中上标 {\displaystyle i} 标记 {\displaystyle u=(u^{1},\dots ,u^{n})} 的分量。
在典型的情况中，拉格朗日函数有如下的形式
{\displaystyle T({\dot {u}})={\frac {1}{2}}m|{\dot {u}}|^{2},}
{\displaystyle V:[0,T]\times \mathbb {R} ^{n}\to \mathbb {R} ,}
{\displaystyle L(t,u,{\dot {u}})=T({\dot {u}})-V(t,u),}
这时欧拉–拉格朗日方程就是被称为牛顿运动定律的二阶常微分方程组：
{\displaystyle m{\ddot {u}}^{i}=-{\frac {\partial V(t,u)}{\partial u^{i}}}\quad {\text{for }}1\leq i\leq n,}
{\displaystyle {\mbox{i.e. }}m{\ddot {u}}=-\nabla _{u}V(t,u).}
给定一个二阶常微分方程组
{\displaystyle {\ddot {u}}^{i}=f^{i}(u^{j},{\dot {u}}^{j})\quad {\text{for }}1\leq i,j\leq n,\quad {\mbox{(E)}}}
其对时间 {\displaystyle t\in [0,T]} 成立。是否存在拉格朗日函数 {\displaystyle L:[0,T]\times \mathbb {R} \times \mathbb {R} \to \mathbb {R} } ，其欧拉-拉格朗日方程就是 (E) ？
更一般地，这个问题不必局限于欧几里得空间 {\displaystyle \mathbb {R} ^{n}} ，所考虑的曲线可以是 {\displaystyle n} 维流形 {\displaystyle M} 上的，而这时拉格朗日是函数 {\displaystyle L:[0,T]\times TM\to \mathbb {R} } ，其中 {\displaystyle TM} 表示 {\displaystyle M} 的切丛。

## 道格拉斯定理和亥姆霍兹条件
为了简化记号记号，设
{\displaystyle v^{i}={\dot {u}}^{i}}
并定义{\displaystyle n^{2}} 个函数 {\displaystyle \Phi _{j}^{i}} 如下：
{\displaystyle \Phi _{j}^{i}={\frac {1}{2}}{\frac {\mathrm {d} }{\mathrm {d} t}}{\frac {\partial f^{i}}{\partial v^{j}}}-{\frac {\partial f^{i}}{\partial u^{j}}}-{\frac {1}{4}}{\frac {\partial f^{i}}{\partial v^{k}}}{\frac {\partial f^{k}}{\partial v^{j}}}.}
定理 (Douglas 1941) 存在拉格朗日函数 {\displaystyle L:[0,T]\times TM\to \mathbb {R} } 使得方程 (E) 为其欧拉–拉格朗日方程当且仅当存在一个非奇异对称矩阵 {\displaystyle g} ，其矩阵元 {\displaystyle g_{ij}} 依赖于 {\displaystyle u} 和 {\displaystyle v} 且满足以下三条亥姆霍兹条件：
{\displaystyle g\Phi =(g\Phi )^{\top },\quad {\mbox{(H1)}}}
{\displaystyle {\frac {\mathrm {d} g_{ij}}{\mathrm {d} t}}+{\frac {1}{2}}{\frac {\partial f^{k}}{\partial v^{i}}}g_{kj}+{\frac {1}{2}}{\frac {\partial f^{k}}{\partial v^{j}}}g_{ki}=0{\mbox{ for }}1\leq i,j\leq n,\quad {\mbox{(H2)}}}
{\displaystyle {\frac {\partial g_{ij}}{\partial v^{k}}}={\frac {\partial g_{ik}}{\partial v^{j}}}{\mbox{ for }}1\leq i,j,k\leq n.\quad {\mbox{(H3)}}}
（使用了重复指标的爱因斯坦求和约定。）

### 应用道格拉斯定理
乍一看，求解亥姆霍兹方程 (H1) – (H3) 似乎是一项极其困难的任务。条件 (H1) 是最容易解决的：总是可以找到一个 {\displaystyle u} 满足 (H1) ，且单从它并不能推出拉格朗日函数的奇异性。方程 (H2) 是一个常微分方程组，而常微分方程解的存在性和唯一性的柯西-利普希茨定理意味着 (H2) 在原则上是可以求解的。直接积分并不会直接得到积分常数，而是会给出首次积分，因此这一步一般来说在实践上很难完成。在某些良好的状况下， (E) 具有足够多的显式首次积分（如李群上典范联络的测地流），从而得以完成这一步。
最后也是最困难的一步是求解方程 (H3) 。 (H3) 实际上就是使各微分 1-形式 {\displaystyle g_{i}} 成为一个闭形式的一个必要条件，所以这些方程称作闭条件（closure conditions）。它之所以如此可怕，是因为 (H3) 构成了一个大型的耦合偏微分方程组：若自由度为 {\displaystyle n} ， (H3) 中就有{\displaystyle 2\left({\begin{matrix}n+1\\3\end{matrix}}\right)}条方程（上式括号表示二项式系数），其中有 {\displaystyle 2n} 个自变量（即 {\displaystyle g} 的分量 {\displaystyle g_{ij}} ）。
要构造最一般的拉格朗日函数，必须求解这个庞大的方程组！
幸运的是，可以施加一些辅助条件来帮助求解亥姆霍兹条件。首先， (H1) 是未知矩阵 {\displaystyle g} 上的纯代数条件。 {\displaystyle g} 的辅助代数条件可以如下给出： 定义函数
{\displaystyle \Psi _{jk}^{i}={\frac {1}{3}}\left({\frac {\partial \Phi _{j}^{i}}{\partial v^{k}}}-{\frac {\partial \Phi _{k}^{i}}{\partial v^{j}}}\right).}
于是可给出 {\displaystyle g} 的辅助条件：
{\displaystyle g_{mi}\Psi _{jk}^{m}+g_{mk}\Psi _{ij}^{m}+g_{mj}\Psi _{ki}^{m}=0{\mbox{ for }}1\leq i,j\leq n.\quad {\mbox{(A)}}}
事实上，类似的代数条件可构成无穷多个层次，而方程 (H2) 和 (A) 只是其中的第一层。在平行联络的情况下（例如李群上的典范联络），高阶条件这时会得到自动满足，因此只需关心 (H2) 和 (A) 。注意 (A) 包括{\displaystyle \left({\begin{matrix}n\\3\end{matrix}}\right)}个条件而 (H1) 包括{\displaystyle \left({\begin{matrix}n\\2\end{matrix}}\right)}个条件。因此，(H1) 和 (A) 可能蕴含了拉格朗日函数的奇异性。截至 2006 年，还没有一般性的定理可以在任意维度上规避这一困难，尽管某些特殊情况已经得到解决。
攻击的第二个途径是研究 (E) 是否可以浸没到一个低维系统中，再尝试将低维系统的拉格朗日函数“提升”到高维。这并不算是在求解亥姆霍兹条件，而是在尝试构造拉格朗日方程，然后证明其欧拉–拉格朗日方程确实是 (E) 。